# Seth Moulton

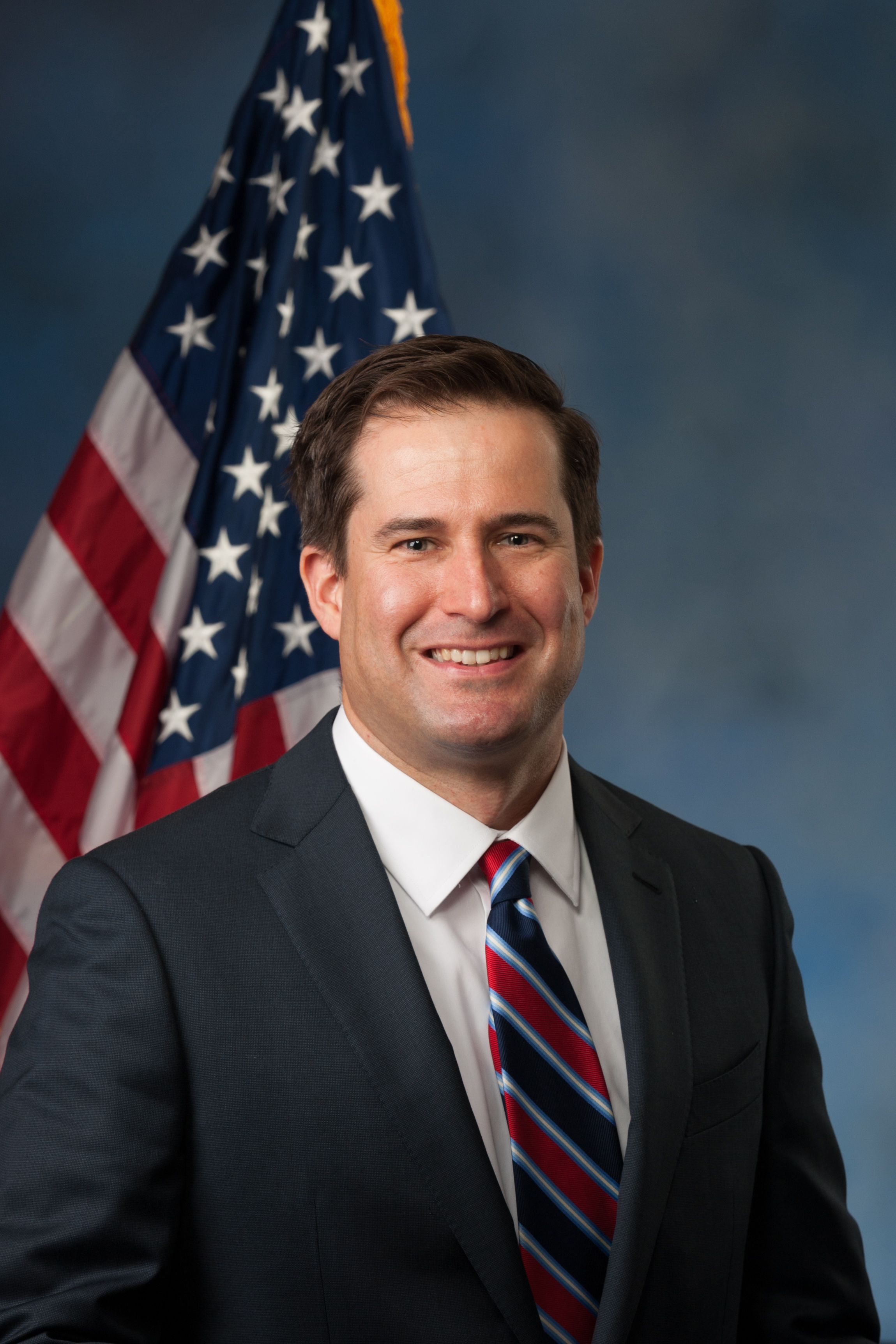
Seth Moulton (2015)

Seth Wilbur Moulton (* 24. Oktober 1978 in Salem, Essex County, Massachusetts) ist ein US-amerikanischer Politiker der Demokratischen Partei. Seit Januar 2015 vertritt er den sechsten Distrikt des Bundesstaats Massachusetts im US-Repräsentantenhaus.

## Werdegang
Im Jahr 1997 absolvierte Seth Moulton die Phillips Academy in Andover. Anschließend studierte er bis 2001 an der Harvard University Physik und schloss dort mit einem Bachelor of Science ab. Von 2001 bis 2008 diente er im United States Marine Corps, in dem er bis zum Hauptmann (Captain) aufstieg und viermal im Irakkrieg eingesetzt wurde. Unter anderem war er als Platoon Commander, direkt an der Front, an der Eroberung von Bagdad beteiligt. Nach seinen Einsätzen kehrte er mit Hilfe des G. I. Bills nach Harvard zurück, wo er bis 2011 Verwaltung und Betriebswirtschaft studierte und sowohl mit einem Master of Business Administration als auch mit einem Master of Public Policy abschloss. Beruflich war er für einige Zeit Managing Director der Texas Central Railway. Dann wurde er Präsident der Firma Eastern Healthcare Partners.
Er lebt mit seiner Frau Liz in Salem (Massachusetts). Das Paar hat zwei gemeinsame Töchter.

## Politik
Bei der Wahl zum Repräsentantenhaus 2014 wurde Moulton im sechsten Kongresswahlbezirk von Massachusetts in das US-Repräsentantenhaus gewählt, wo er am 3. Januar 2015 die Nachfolge von John F. Tierney antrat, den er in der Vorwahl seiner Partei geschlagen hatte. Bei der eigentlichen Wahl gewann er mit 54 zu 41 Prozent der Stimmen gegen den Republikaner Richard Tisei. 2016 siegte er mit 98,4 % ohne Gegenkandidaten. Bei der Wahl 2018 konnte er sich unter anderem gegen Joseph Schneider mit 65 % durchsetzen.
Seth Moulton kandidierte an April 2019 für die Präsidentenwahl 2020, stieg aber bereits im August wieder aus, da er nicht genug Unterstützung fand.
Bei der Kongresswahl 2020 setzte er sich wiederum mit 65 % durch. Die Primary (Vorwahl) seiner Partei für die Wahlen 2022 am 6. September gewann er mit über 99 %. Er trat am 8. November 2022 gegen Robert May Jr. von der Republikanischen Partei sowie Mark Tashjian von der Libertarian Party an. Er entschied die Wahl mit 62,6 % der Stimmen deutlich für sich. Bei der Wahl zum Repräsentantenhaus 2024 hatte er weder in der Vorwahl- noch in der Hauptwahl einen Gegenkandidaten. und ist dadurch im Repräsentantenhaus des 119. Kongresses vertreten.

### Ausschüsse
Moulton ist aktuell Mitglied in folgenden Ausschüssen des Repräsentantenhauses:
- Committee on Armed Services
  - Cyber, Innovative Technologies, and Information Systems
  - Strategic Forces
- Committee on Transportation and Infrastructure
  - Highways and Transit
  - Railroads, Pipelines, and Hazardous Materials
  - Water Resources and Environment
- Select Committee on the  Strategic Competition Between the United States and the Chinese Communist Party

Moulton war zuvor auch Mitglied des Committee on the Budget.

### Stil und Kritik
Sein politischer Stil wird als weniger konsensorientiert beschrieben als für einen Neuengland-Demokraten üblich. So wandte er sich kurz nach seinem Einzug in den Kongress 2015 gegen Präsident Obamas Plan für eine Truppenaufstockung im Irak und unterstützte Ende 2016 den Abgeordneten Tim Ryan bei seinem (gescheiterten) Versuch, die langjährige Fraktionsvorsitzende Nancy Pelosi abzulösen. Moulton wurde daraufhin 2017 in die Führung der Demokraten im Kongress als senior whip des Whip Steny Hoyer aufgenommen und in den wichtigen Verteidigungsausschuss entsandt. Zudem arbeitet Moulton für Initiativen seiner Partei, Millennials besser zu erreichen und über Parteigrenzen hinweg im Kongress zu arbeiten. Im Januar 2017 sorgte Moulton für Aufsehen, als er sich besonders scharf gegen das Dekret des neuen US-Präsidenten Donald Trump wandte, Einwanderung aus Ländern mit muslimischer Mehrheitsbevölkerung auszusetzen (siehe Executive Order 13769). Moulton gilt Beobachtern als zukünftige Führungsfigur der Demokratischen Partei und wurde im Frühjahr 2017 als möglicher Präsidentschaftskandidat für die Wahl 2020 ins Gespräch gebracht. Moulton erklärte relativ spät im April in den demokratischen Vorwahlen 2018 antreten zu wollen und beendete seine Kandidatur Ende August 2019, nachdem er nicht für die Fernsehdebatten qualifiziert war. Er erklärte wieder für seinen Sitz im Repräsentantenhaus kandidieren zu wollen.
Im August 2021 geriet er in die Kritik, weil er ohne Wissen der US-Sicherheitsbehörden mit dem republikanischen Abgeordneten Peter Meijer nach Kabul flog, um sich ein Bild vom Abzug der US-Truppen aus Afghanistan zu machen. Anfang Juli 2024 wurde Moulton zu einem der ersten Demokratischen Kongressabgeordneten welche Biden aufforderten sich aus dem Präsidentenwahlkampf 2024 zurückzuziehen.
Nach einem Treffen des ukrainischen Präsidenten Wolodymyr Selenskyj mit Donald Trump am 28. Februar 2025, das in Anschuldigungen Trumps und seines Vizepräsidenten JD Vance gegen Selenskyj und dessen vorzeitige Abreise mündete, bezeichnete Moulton Trump als einen „Feigling“, der Wladimir Putins Marionette sei.